# Kilaguni Airport
Kilaguni Airport är en flygplats i Kenya. Den ligger i den södra delen av landet, 230 km sydost om huvudstaden Nairobi. Kilaguni Airport ligger 841 meter över havet.
Terrängen runt Kilaguni Airport är platt norrut, men söderut är den kuperad.  Trakten runt Kilaguni Airport är nära nog obefolkad, med mindre än två invånare per kvadratkilometer. Det finns inga samhällen i närheten. Trakten runt Kilaguni Airport består i huvudsak av gräsmarker.